# 达巴教
達巴教，是中国云南境内摩梭人信奉的一种原始宗教，因教士称“达巴”而得名。
達巴敎是巫覡宗教的一种，崇拜多神，其经典主要依靠口耳相传诵，部分经典有图画、文字。